# Kinosternon chimalhuaca
Kinosternon chimalhuaca is een schildpad uit de familie modder- en muskusschildpadden (Kinosternidae).
Er is nog geen Nederlandstalige naam voor deze schildpad. De soort werd voor het eerst wetenschappelijk beschreven door James F. Berry, Michael E. Seidel en John B. Iverson in 1997.
Kinosternon chimalhuaca komt voor in delen van Noord-Amerika en komt endemisch voor in Mexico. De schildpad bereikt een rugschild- of carapaxlengte tot ongeveer 16 centimeter. Het rugschild is enigszins langwerpig-ovaal van vorm. De huid van de poten en kop is bruin aan de bovenzijde en lichter tot geel aan de onderzijde van het lichaam.